# Autopista Dos Mares
La autopista Dos Mares fue un proyecto de autopista española que preveía unir la A-67, a la altura de la localidad cántabra de Reinosa, con la ciudad burgalesa de Miranda de Ebro y de este modo unir la cornisa cantábrica con el Levante español a través de la AP-68 y la AP-2 o la A-23. De haberse realizado, habría utilizado el indicador AP-69.
El 14 de agosto de 2010 el Boletín Oficial del Estado publica la resolución de la Secretaría de Estado de Cambio Climático del Ministerio de Medio Ambiente, Medio Rural y Marino, en la que se formuló una Declaración de Impacto Ambiental (DIA) desfavorable a la realización del proyecto del estudio informativo de la citada autopista para el tramo A-67-Miranda de Ebro, al concluir que dicho proyecto «previsiblemente causará efectos negativos significativos sobre el medio ambiente». Así mismo la DIA señala que las medidas previstas por el promotor no son «una garantía suficiente de su completa corrección o su adecuada compensación».
El proyecto fue finalmente descartado debido a su negativo impacto ambiental sobre espacios naturales como el Parque natural de Montes Obarenes-San Zadornil en la comarca burgalesa de Las Merindades o el espacio natural del Embalse del Ebro en la comarca cántabra de Campoo-Los Valles.

## Trazado
En todo su recorrido se trataría de una autopista de pago.
El tramo proyectado tenía un recorrido de 111,389 kilómetros aproximadamente, de los cuales la mayoría transcurrían por la provincia de Burgos.
Hasta 21 viaductos estaban proyectados, contaría con dos áreas de servicio (Quintana y Urria) y dos de descanso (Cubillos del Rojo y Palazuelos de Cuesta Urria). El Ministerio de Fomento preveía que en 2014 circulasen 10.150 vehículos diarios
La sección estaría formada por dos calzadas de siete metros de ancho cada una, separadas 6,00 m entre bordes interiores. Los arcenes exteriores tendrían 2,50 metros de ancho y los interiores 1,50. El tramo más significativo de la autopista sería un túnel de más de 5,5 km de longitud que atravesaría los Montes Obarenes.

## Tramitación
El 13 de abril de 2007 el Ministerio de Fomento adjudicó el Estudio Informativo a la empresa Intecsa-Inarsa por el valor de 1.607.475 euros. El estudio fue publicado por el BOE en diciembre de 2008 y expuso una propuesta de una autopista de 111,389 kilómetros de longitud, que supone una inversión de 639.114.748,04 euros. 
En el periodo de alegaciones se presentaron más de 5000 alegaciones por la población afectada.

### Críticas
Numerosos ciudadanos de los municipios afectados y algunas organizaciones ecologistas se opusieron a la construcción de esta autopista porque, en su opinión, no era necesaria. Además el trazado propuesto fue criticado debido a las supuestas afecciones severas a zonas protegidas de gran valor ecológico, más de 25 afecciones a la Red Natura. Entre otras el parque natural de Montes Obarenes-San Zadornil[cita requerida] y numerosas zonas de especial protección ecológica ZEPA y LIC.
El trazado también iba a afectar a la zona norte del embalse del Ebro, una zona con un gran valor ecológico por ser una zona de anidación de numerosas aves acuáticas, además de ser LIC y ZEPA 
A principios de 2009 se constituyó la Plataforma AP-69 No, Gracias por ciudadanos afectados y grupos ecologistas. Otra de las críticas venía dada porque parte de la población tiene el temor que la construcción de una vía rápida podría ser el supuesto paso previo para la construcción de un almacén centralizado de residuos nucleares en la actual central nuclear Santa María de Garoña.[cita requerida]

## Salidas AP-69 (proyecto)
| Número de Salida | Nombre de salida                                | Carretera que enlaza      |
| ---------------- | ----------------------------------------------- | ------------------------- |
|                  | Pesquera                                        | A-67                      |
|                  | Túnel de Aguayo                                 |                           |
|                  | Peaje                                           |                           |
|                  | Provincia de Burgos CASTILLA Y LEÓN / CANTABRIA |                           |
| 1                | Cabañas de Virtus                               | N-232 N-623               |
| 2                | Bisjueces                                       | CL-629                    |
|                  | Área de Servicio de Urria                       |                           |
| 3                | Nofuentes-Trespaderne                           | N-629                     |
|                  | Peaje                                           |                           |
|                  | Túnel de Obarenes                               |                           |
| 4                | Miranda de Ebro Burgos-Armiñón Bilbao-Logroño   | AP-1 E-5 E-80 AP-68 E-804 |